# حرشفيات
الحرشفيات (الاسم العلمي: Squamata) هي رتبة حيوانية تتبع طائفة الزواحف. تشمل رتبة الحرشفيات أكثر الزواحف انتشاراً حيث تشكل أنواعها 59% من الزواحف حيث تعيش في جميع أنحاء العالم ما عدا المناطق الباردة وتتكاثر معظم أنواعها بالبيوض والقليل منها يحتفظ بالبيض داخل الجسم حتى يفقس، ويغطي جلدها حراشف تتجدد بشكل دوري، وتقسم الحرشفيات إلى مجموعتين هما : السحالي (Squamata) الحيات (Ophidia).

## اقرأ أيضا
- سحلية
- حكاءة
- حرباء النمر
- ثعبان
- تمساح
- ديناصور
- أفاعي
- أفعى أم الجنيب

## وصلات خارجية
- (بالfr+en) مرجع نظام المعلومات التصنيفية المتكامل (ITIS) : TSN {{{1}}}